# Grotte de la Tête du Lion
La grotte de la Tête du Lion est une grotte ornée située dans la commune de Bidon, dans le sud du département de l'Ardèche, en France. Elle a livré quelques peintures pariétales datées entre le Gravettien et le Solutréen.

## Situation
La grotte de la Tête du Lion est située dans la commune de Bidon, dans les gorges de l'Ardèche, au lieu-dit Tête du Lion (ou le Colombier, ou quartier de la Grosse-Pierre).

## Historique
La grotte a été découverte en 1963 à l'occasion de travaux routiers. Les spéléologues Robert Brun et Michel Pagès ont trouvé au fond de la grotte un panneau mural portant des figures pariétales.
Les peintures ont pu être datées par le carbone 14 dès 1972 grâce à la présence de charbons de bois provenant vraisemblablement des torches utilisées par le peintre, trouvés dans la même couche stratigraphique que des traces d'ocre rouge associées aux peintures. Les charbons de bois ont été datés à l'époque d'environ 26 200 ans calAP (avant le présent calibré), ce qui correspondrait au Gravettien récent ou au Solutréen ancien.
L'étude de la grotte a été reprise en 2009 pour pouvoir confirmer sa datation.

## Description
Le niveau d'occupation principal de la grotte se trouve environ 30 cm sous la surface du sol actuelle.

## Occupation
Un charbon de bois a été daté en 2009 d'environ 26 800 ans calAP, ce qui est comparable à la datation de 1972, mais tend un peu plus vers le Gravettien récent plutôt que le Solutréen ancien.

## Art pariétal
Le panneau principal de la grotte montre un boviné femelle peint à l'ocre rouge. L'animal est représenté en vue latérale, précédé par des cornes montrées de face. Le dessin mesure 65 cm de long. Sous le boviné se trouvent deux bouquetins et le front d’un cerf. Le boviné est surmonté d'une figure en rectangle remplie de points jaunes. Des points jaunes sont également visibles sur le dos du bovin.

## Protection
La grotte appartient à la commune. Elle a été classée au titre des monuments historiques par arrêté du 15 juin 1964.